# Andreas Norrelius
Andreas Norrelius, född 1679 i Stockholm, död 1749, var en svensk bibliotekarie och orientalist. 
Han var son till kontraktsprosten Olaus Petri Krake och Margareta Leufner. Han blev filosofie magister vid Uppsala Universitet 1710, docent vid filosofie fakultet 1713, fil adjunkt 1720. Anders Norrelius blev akademisekreterare 1723 och bibliotekarie vid Uppsala universitet 1735. Han var också känd för sitt äktenskap med Greta Benzelia.
Carl von Linné beskrev honom i sin skrift Nemesis divina: "Bibliotekarien i Uppsala, Norrelius, en elak snål man som ej nändes äta. Norrelius var illa gift med Benzelia. Han skildes från henne. Sedan tager han till äkta baron Friesendorfs dotter, utfattig men beskedlig. Han håller henne liksom i bann, knarrig styr han hushållet själv, anförtror henne intet. Hon där i barnsäng av sorg, i synnerhet som ingen får gå till henne".